# 瓦朗锡斯
瓦朗锡斯（法語：Valencisse，法語發音：[valɑ̃sis]）是法国卢瓦-谢尔省的一个市镇，属于布卢瓦区。该市镇于2016年由原市镇莫利讷夫和奥尔谢斯合并而成。2017年，市镇锡斯河畔尚邦并入瓦朗锡斯。

## 地名
该市镇位于锡斯河谷中心地带，故“瓦朗锡斯”（Valencisse）一名应为“Val en Cisse”的缩合，即“锡斯河中的谷”。

## 地理
瓦朗锡斯（47°34'46"N, 1°12'58"E）面积43.76 平方千米，位于法国中央-卢瓦尔河谷大区卢瓦-谢尔省，该省份为法国中北部省份，北起厄尔-卢瓦省，东北接卢瓦雷省，东南接谢尔省，南至安德尔省，西南接安德尔-卢瓦尔省，西北接萨尔特省。
与瓦朗锡斯接壤的市镇（或旧市镇、城区）包括：埃尔博、圣吕班-昂韦尔戈努瓦、圣叙尔皮斯-德波姆赖、布卢瓦、锡斯河畔瓦卢瓦尔、桑特奈。
瓦朗锡斯的时区为UTC+01:00、UTC+02:00（夏令时）。

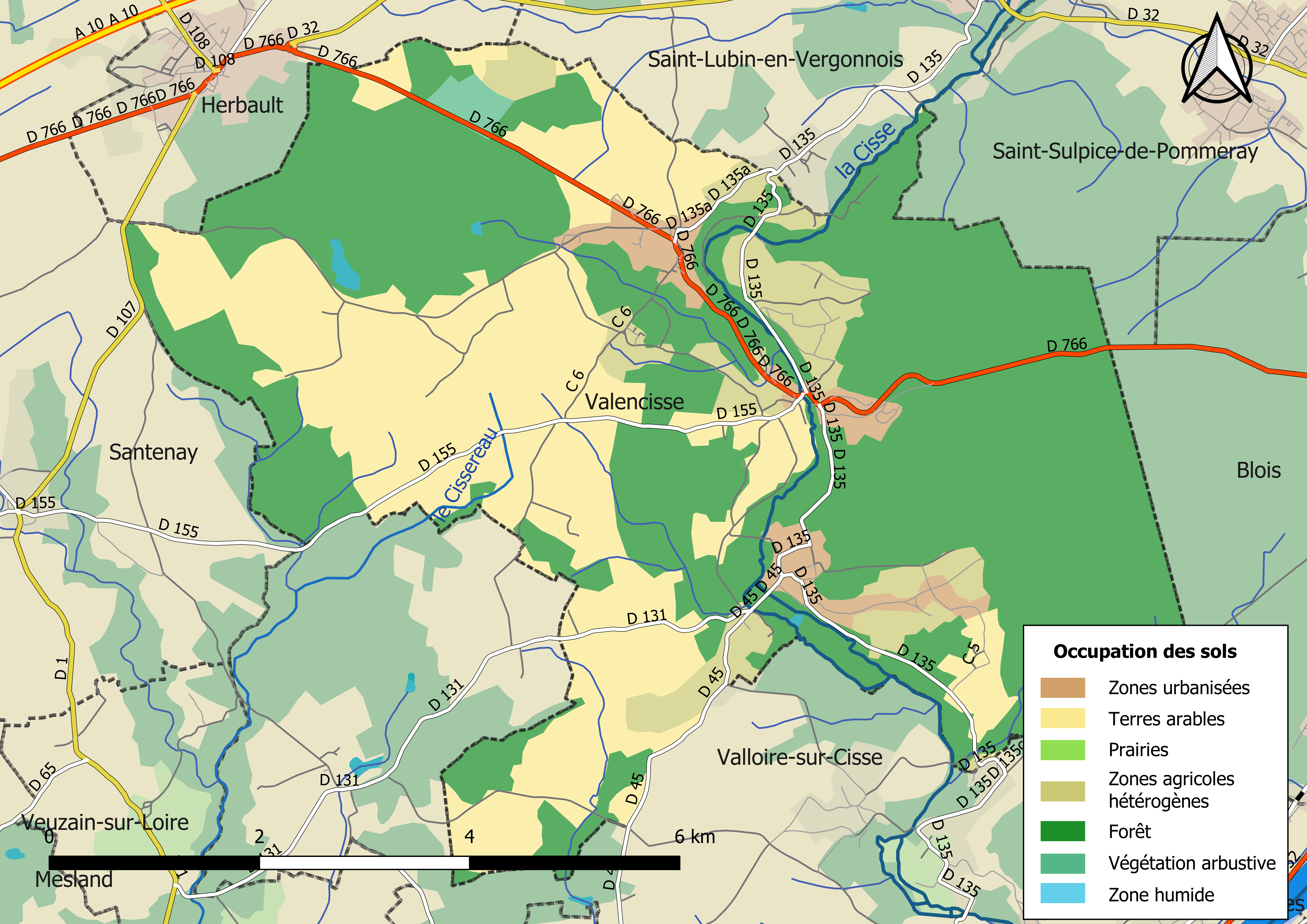
瓦朗锡斯的OSM定位图

## 行政
瓦朗锡斯的邮政编码为41190，INSEE市镇编码为41142。

## 政治
瓦朗锡斯所属的省级选区为卢瓦尔河畔沃赞县。

## 人口
瓦朗锡斯于2022年1月1日时的人口数量为2329人。